# Kade (Ghana)
Kade ist eine Stadt in der Eastern Region in Ghana und liegt ca. 100 Kilometer nordöstlich von Accra.

## Beschreibung
Kade ist die Hauptstadt des Kwaebibirem Municipal Districts. Sie liegt am Fluss Birim. Kade verfügt über einen kleinen Flugplatz für Inlandsflüge und zählte im Jahr 2000 ca. 18.545 Einwohner. Mit einer Niederschlagsmenge von ca. 1640 mm im Jahr zählt Kade zu den Gebieten mit Regenwaldbewuchs. In der Umgebung von Kade finden sich viele Plantagen für den Anbau von Mango und Cashewnüssen.